# 曼罗兰
曼罗兰股份公司制造的报业轮转印刷机、商业轮转印刷机和平张印刷机广泛应用于商业印刷、书刊印刷和包装印刷。
公司在德国美因河畔的奥芬巴赫和奥格斯堡设有生产工厂，在普劳恩的机电系统中心为第三方客户提供生产服务。连同子公司在内，曼罗兰股份公司在全球共有员工约7,000人（截至2010年）。

## 历史

曼罗兰的历史

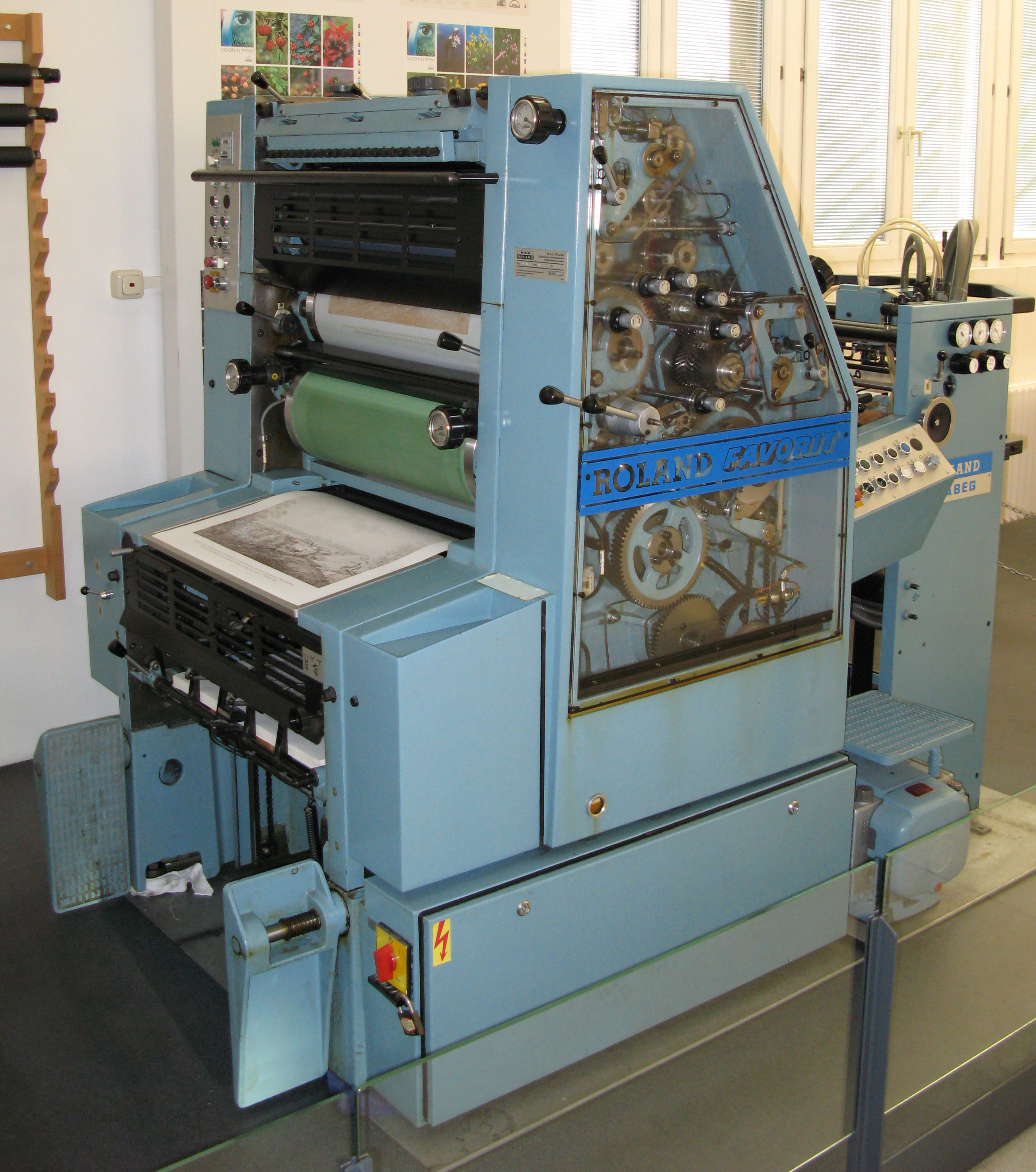
Roland Favorit RF01

1844年，Carl August Reichenbach以及Carl Buz在奥格斯堡成立了“Reichenbach'sche Maschinenfabrik”（Reichenbach机械厂）。六个月后，两个印刷机先驱为奥格斯堡的Nikolaus Hartmann’s印刷厂提供他们的第一台“Schnellpresse”（自动滚筒印刷机）。
除了自动滚筒印刷机外，19世纪在印刷机结构又出现了另一项发明，报纸出版商也参与了进来。1850年左右，轮转式印刷机的原理是否适合凸版印刷这样的问题被提了出来。伦敦《泰晤士报》出版商John Walter III委托两位工程师J. C. MacDonald 和 John Calverly开发并制造了世界上第一台用于报纸印刷的轮转印刷机。这台机器被称为“Walter press”。1872年6月，奥格斯堡机械制造厂将开发部负责人Gustav Bissinger派往英国。德国工程师到那个时代领先的工业化国家英国参观工厂和车间进行实况调查，这在那个年代里屡见不鲜。此后，奥格斯堡机械制造厂很快就设计出第一台轮转印刷机。虽然原理上还是沃尔特印刷机的原理，但更小，更轻，更易于操作。1873年5月，这台印刷机送到维也纳世界博览会展览。
在这之前两年，1871年，有两名工程师Louis Faber和Adolf Schleicher在德国美因河畔的奥芬巴赫成立了Faber & Schleicher公司，称为“自动平版印刷机生产协会”。这个城市在平版印刷历史上发挥了很重要的作用，正是在这里，Alois Senefelder为安德烈音乐出版公司建造了他第一台平版石印印刷机。Faber & Schleicher公司于1879年制造了他第一台自动平版石印印刷机，命名为“Albatros”，印刷速度达每小时600至700张。随着从平印以及以锌版和其他金属版印刷上累积的经验和专门知识，在进入20世纪时，胶印出现了革命性的突破。在1904年到1907年期间，发明家Ira Washington Rubel 和Caspar Herrmann在金属版印刷的基础上，开发了一种新的印刷工艺，那就是著名的间接印刷原理。Faber & Schleicher公司专门从事胶印研发，于1911年推出“ROLAND”机型，这是世界上第一台平张旋转式胶印机，并在都灵的世界博览会上获得了金奖。他们选择“ROLAND”为机器名称的原因是“Faber & Schleicher”很难在讲英语的地区广泛推广。

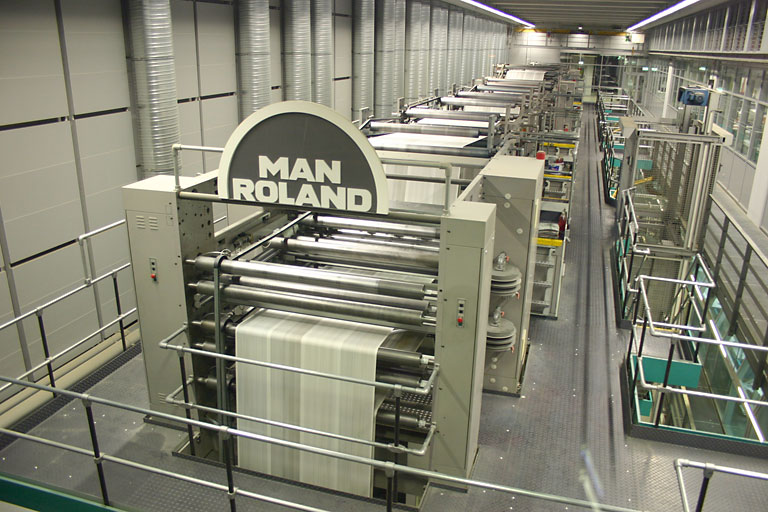
曼罗兰高速胶印机

### 曼罗兰发展史上的里程碑
曼罗兰的历史可以追溯到印刷机制造的起源，自1845年第一台自动凸版印刷机的发明开启了曼罗兰的发展历程。
- 1845年：奥格斯堡印刷机械厂的Carl August Reichenbach将第一台自动滚筒印刷机交付给奥格斯堡的Nikolaus Hartmann’s印刷工厂。
- 1857年：成立联合股份公司，并更名为奥格斯堡机械制造厂。
- 1872年：成立一家报纸印刷厂——以蒸汽锅炉和蒸汽发动机为动力。
- 1873年：第一台“连续输纸印刷机”（即从纸卷进行印刷）在维也纳的世界博览会上展出。
- 1889年：通过合并成立了“奥格斯堡和纽伦堡联合机械制造有限公司”，并于1908年再更名为“奥格斯堡和纽伦堡联合机械公司”——曼公司（MAN）。
- 1911年：制造了第一台ROLAND平张胶印机。
- 1921年：开发了第一台Berliner 幅面的三滚筒卷筒纸印刷机的原型机。
- 1922年：推出新型单色胶印机——Klein-Roland 00印刷机，每小时印刷速度高达5,000张。
- 1931年：开发出新型轮转印刷机，每小时可以印刷25,000份16页报纸。
- 第二次世界大战。
- 1951年：在第一届德鲁巴印刷展览会上展出了四色平张胶印机——Ultra。
- 1960年：德国报纸总量的四分之三是用奥格斯堡制造的印刷机印刷的。
- 1972年：推出ROLAND 800印刷机，第一台带有集成色彩控制系统的平张胶印机，印刷速度为每小时10,000张。
- 1974年：欧洲最大的轮转胶印机在奥格斯堡制造出来：17幅纸带、拥有 62个印刷单元的COLORMAN印刷机。
- 1979年：曼罗兰印刷机械股份公司（美因河畔奥芬巴赫）正式成立。这家公司是由“Roland Offset- Und Maschinenfabrik Faber and Schleicher”与“Augsburger M.A.N.-Druck and Maschinenbau”合并而成。
- 1986年：推出LITHOMAN轮转印刷机，印刷速度为每小时60,000转，具有电子控制台技术。
- 1987年：MAVO第一台摩托罗拉6800芯片为基础的印刷机遥控技术在北卡罗来纳州阿什维尔进入美国。Zravko Krovinovic和他的团队利用奥格斯堡的硬件和软件在美国创造了新技术。这台COLORMAN 75印刷机在2008年进行了升级。在2009年美国报业下滑时关机。
- 1990年：推出PECOM控制台技术。连同中等幅面的ROLAND 700印刷机的新型自动化概念，使印刷速度达到每小时15,000张。
- 1990年：德国重新统一，曼罗兰接管VEB Planeta公司，这是华沙条约组织中规模最大的胶印机制造厂。
- 1995年：LITHOMAN印刷机在德鲁巴上展出，提出了商业轮转印刷的新概念。凭借大量的附加组件，它可以扩展成为一台满足各种需求的多功能生产系统。第一台基于内部网的远程故障排除系统向众多客户展示了如何大幅降低成本。

在德国杜塞尔多夫举办的同一德鲁巴印刷展览会上，大幅面平张胶印机——ROLAND 900也首次亮相。
- 由于印刷业发生全球性的经济衰退，曼罗兰在2001年到2004年经历了严重的危机。
- 在此期间，曼罗兰对未来的发展进行了调整。在2002年，曼罗兰获得了ppi媒体有限公司这家软件公司的控股权。ppi媒体公司的总部设在德国汉堡，服务于全球客户，开发了用于出版和印刷的自动规划及生产流程的工作流程解决方案。ppi媒体公司成立于1984年，在德国汉堡、基尔和美国芝加哥的办事处约有150名员工。
- 经过广泛的重组，公司在2005年恢复盈利。
- 在2006年1月，曼将其附属公司曼罗兰印刷机械股份公司的多数股权出让给投资者安联资本合伙公司（ACP）——安联私募股权公司，它本身就是安联公司的一家附属公司。曼罗兰现在由投资公司控股。其中股权结构为：曼集团35％，安联65％。除了得到股份，投资公司还接管了整个商业活动和所有子公司，包括现有的债务。目的是进一步发展全球第二大印刷系统生产商，以及能于数年以内集资上市。公司认为这是巩固其作为印刷技术领导者地位的重要契机。
- 2006年10月，在约翰内斯·古腾堡的出生地德国美因茨推出了新技术——DirectDrive直接驱动技术。直接驱动印版滚筒可以使印刷准备时间减少60％。
- 2008年5月：MAN Roland印刷机械股份公司更名为manroland股份公司。新的标志于2008年5月28日在杜塞尔多夫德鲁巴印刷展览会的新闻发布会上发布。
- 2009年6月：随着美国经济降温，曼罗兰美国公司面临裁员。但有一些订单表明印刷机中的“保时捷”甚至在恶劣的市场中依然有人捧场。
- 2010年推出autoprint自动印刷功能：这表示印刷机的一个愿景，通过按下一个键（只按一次）实现胶印的最高程度的自动化。曼罗兰已经在报业和商业轮转印刷机的自动化领域处于领先地位，现在也在平张印刷机实现了这个理念。
- 2010年：曼罗兰开始销售来自奥西的喷墨类数字印刷系统。同一年售出第一台96页LITHOMAN轮转印刷系统。
- 2011年：通过曼罗兰的工业服务，公司提供高度认证的合同技术员工。
- 2011年11月25日曼罗兰公司正式向德国奥格斯堡（Augsburg）地方法院申请破产。

## 产品
- 公司的产品范围涵盖小幅面、中等幅面和大幅面的平张印刷机。在2008年德鲁巴印刷展览会上推出了新的36/52（00）小幅面印刷机。
- 报业和商业印刷轮转印刷机。
- printvalue印刷增值服务：服务、耗材和咨询。

## 曼罗兰生产基地的坐标
- 位置：美因河畔奥芬巴赫50°06′46″N 8°48′18″E / 50.112836°N 8.804929°E
- 位置：奥格斯堡48°22′57″N 10°53′23″E / 48.38245°N 10.88985°E
- 位置：普劳恩50°31′41″N 12°06′41″E / 50.52800°N 12.11150°E